# Главан, Игорь Константинович
Игорь Константинович Главан (род. 25 сентября 1990 года в Назаровке) — украинский спортсмен-легкоатлет, специализируется в спортивной ходьбе. Серебряный призёр Универсиады в Казани.

## Биография
Игорь Главан родился в селе Назаровка, Кировоградская область, в семье Константина Васильевича и Зинаиды Евгеньевны Главан. Старший брат Игоря также спортсмен, кандидат в мастера спорта по гиревым дисциплинам. Главан окончил девять классов в сельской школе. Учился в Бобринецком сельскохозяйственном техникуме. После этого с красным дипломом окончил Белоцерковский национальный аграрный университет.
Впервые он принял участие в международных соревнованиях на Кубке мира 2012, выполнил норматив мастера спорта международного класса и получил олимпийскую лицензию. На Олимпиаде 2012 года в Лондоне занял 18-е место.
На летней Универсиаде, которая проходила с 6 по 17 июля 2013 в Казани, Игорь представлял Украину в двух дисциплинах и завоевал серебряную медаль вместе с Русланом Дмитренко, Иваном Лосевым и Назаром Коваленко. В командных соревнованиях украинские спортсмены показали второй результат 4 часа 8 минут 9 секунд, уступив лишь россиянам (4:04:31), но существенно опередив команду Канады (4:20.35).
В индивидуальных соревнованиях по спортивной ходьбе на 20 километров украинец стал шестым с личным рекордом (1:22:32).

На чемпионате мира по лёгкой атлетике 2013, который проходил с 10 по 18 августа в Москве, Главан установил национальный рекорд по спортивной ходьбе на 50 км, показав результат 3:40.39. Это время стало на 5,5 минут лучше предыдущего показателя и позволило стать четвёртым. Со слов спортсмена по ходу дистанции было три переломных момента: 
Где-то на 15-м километре мне стало тяжело, хоть мы шли и не быстро. Потом пообливався холодной водой и стало легче. Второй такой момент был после 25-го километра. Меня моя девушка подгоняла, на что ответил ей, что уже надоело идти. Третий переломный момент — где-то около 40-го километра, где я то убавлял скорость, то прибавлял. Тогда я сильно проигрывал лидерам, но смог начать отыгрывать отрыв. Думал, что до финиша могу быстро и не дойти, и психологическая поддержка очень помогла.
На чемпионате мира по спортивной ходьбе (дистанция 50 км) в мае 2016 года завоевал бронзовую награду. На Олимпиаде 2016 года Главан выступал в ходьбе на 20 и на 50 км. В первой дисциплине занял 35-е место, а во второй — сошёл с дистанции после 35 км.
В 2018 году был отстранён от соревнований сроком на два года в связи с нарушением анти-допинговых правил. Впоследствии дисквалификацию продлили до трёх лет, и из-за этого Главан не смог выступить на Олимпиаде в Токио — в дисциплине 50 км на старт вместо него вышел Валерий Литанюк.